# Ammoniumcitrat
Ammoniumcitrat (NH4)3(C6H5O7) ist das Ammoniumsalz der Citronensäure. Es besteht aus drei Ammoniumionen (NH4)+ und dem Citration (C6H5O7)3− und bildet farblose Kristalle, die sich gut in Wasser lösen.
Neben Triammoniumcitrat existiert ebenfalls noch Monoammoniumcitrat NH4(C6H7O7) und Diammoniumcitrat (NH4)2(C6H6O7).

## Synthese
Ammoniumcitrat lässt sich durch die Neutralisation von Ammoniak mit Citronensäure gewinnen:
{\displaystyle \mathrm {3\ NH_{3}+C_{6}H_{8}O_{7}\longrightarrow (NH_{4})_{3}C_{6}H_{5}O_{7}} }

## Eigenschaften

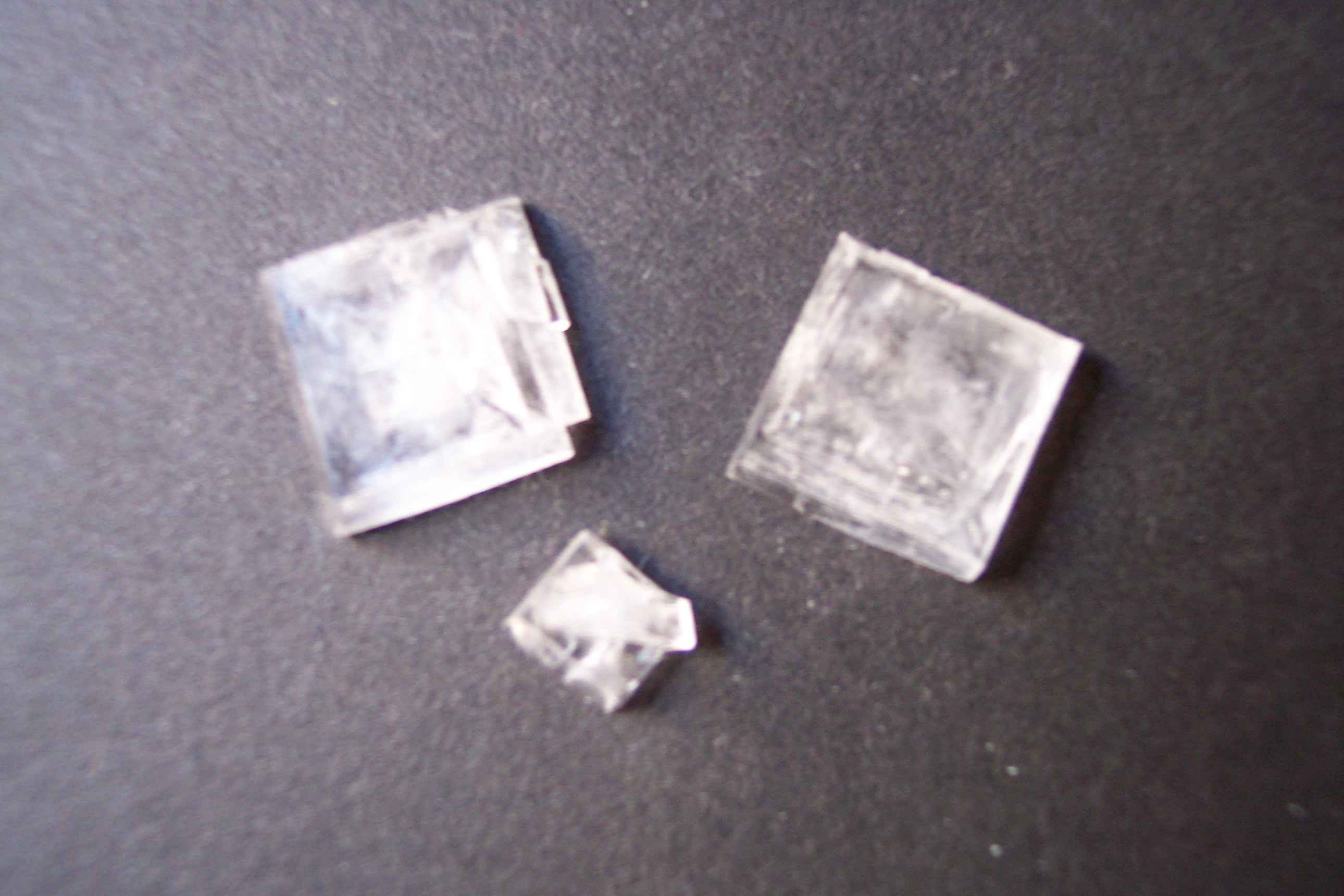
Ammoniumcitrat-Kristalle

Triammoniumcitrat kristallisiert im orthorhombischen Kristallsystem mit a = 6,223 Å, b = 15,048 Å und c = 11,056 Å.

## Verwendung
Ammoniumcitrat ist in der EU als Lebensmittelzusatzstoff E 380 zugelassen. Es findet als Säureregulator und Farbstabilisator unter anderem in Limonaden, Konfitüren, Frucht- und Gemüsekonserven, Backwaren, Fertigsuppen und Tiefkühlfisch Verwendung.